# Þorgerður Katrín Gunnarsdóttir
Þorgerður Katrín Gunnarsdóttir (transliterado para português: Thorgerdur Katrin Gunnarsdottir; Reykjavík, 4 de outubro de 1965) é uma política islandesa, membra do Partido da Reforma desde 2016, e anteriormente membra do Partido da Independência. Deputada da Alþingi (Parlamento islandês) desde 1999, foi ministra da Educação, Ciência e Cultura em 2003-2009. Em 2017, assumiu a pasta de Ministra da Pesca e da Agricultura, no Governo Bjarni Benediktsson.
É filha do ator Gunnar H. Eyjólfsson e casada com Kristján Arason, diretor do banco islandês Kaupþing Banki. Þorgerður Katrín e Kristján têm três filhos, Gunnar Ari (1995), Gísli Þorgeir (1999) e Katrín Erla (2003).